# Королівські зайці
Королі́вські за́йці — український музичний рок-гурт, засновницею, композиторкою та вокалісткою якого є Леся Герасимчук.

## Історія
З 1993 року тривала співпраця Лесі Герасимчук із гуртом «Драґлайн», де Леся була лідеркою-вокалісткою, виконуючи свої пісні. «Драґлайн» взяв участь у фестивалях «Альтернатива», «Деформація», «Червона Рута» і випустив єдиний альбом «Моя кохана». В якийсь момент Леся звернулася до поетичної класики і одна за одною з'явилися пісні на вірші Лесі Українки, Володимира Сосюри, Павла Тичини, Олександра Олеся. Після незначних змін у складі був створений гурт «Королівські зайці», де музикантами були: соло-гітарист Назар Ясиневич, барабанник Влад Хмарський, басист Тарас Ясиневич, клавішник Єгор Головачов. Гурт бере участь у фестивалях, дає концерти в клубах (як от «Бабуїн», «44»), записує відео на пісню «А'Мазох» і альбом. 
- 1997 — створення гурту «Королівські зайці»
- 1999 р. — завершення першої студійної роботи з гуртом «Королівські Зайці»
- 2000 р. — запис концертної версії «Unplugged. Український альтернативний романс»
- 2002, 2003, 2005 рр. — фестиваль «Рок-Екзистенція»
- 2008 р. — фестиваль «Уніж»
- 2011 р. — альбом «Серце-місяць»

## Альбом Казки королівства A'Mazox, 2001

### Композиції
1. В себе на вежі
2. Мої очі
3. Ніжність
4. Птиці зелені
5. Русалка
6. Меркне цигарки вогонь
7. Ілюзії
8. Слова
9. Райські птиці
10. Залишила гори
11. Ду-ду-ду
12. Прости-лечу
13. Слова (інша версія)
14. Де кращого взяти короля
15. Аби я
16. Amazox
17. Край казковий

Загальний час звучання 01:09:35

### Музиканти
— Леся Герасимчук / музика, аранжування, вокал 

— Тарас Ясиневич / бас-гітара 

— Назар Ясиневич / гітара 

— Владислав Хмарський / барабани, перкусія 

— Єгор Головачов / клавішні 

## Альбом Серце-місяць, 2011

### Композиції
1 — Пісні такі 

2 — Голубка 

3 — Серце-місяць 

4 — Замість сонця 

5 — А би я 

6 — Тінь 

7 — Ілюзії 

8 — Лускунчик 

9 — Дні без сонця 

10 — Іскра 

11 — Під мостом Мірабо 

12 — Мій сон 

13 — Йо-хо-хо 

Загальний час звучання 00:52:29

### Музиканти
— Леся Герасимчук / музика, аранжування, вокал, клавіші 

— Тарас Ясиневич / бас-гітара, бек-вокал 

— Назар Ясиневич / гітара, бек-вокал 

— Владислав Хмарський / ударні 

— Єгор Головачов / клавішні інструменти 

### Гості
— Андрій Войтюк / ударні (трек «Під мостом Мірабо», «Йо-хо-хо») 

— Сергій Головін / гітара (трек «Йо-хо-хо») 

— Андрій Гурняк / гітара (трек «Йо-хо-хо») 